# Jan Gerbicz
Jan Gerbicz (v. 1240 – 1297) est évêque de Poznań de 1286 à 1297.

## Biographie
Fils d’un castellan de Poznań, il travaille pour l'administration diocésaine de Poznań de 1269 à 1276. Il porte le titre d’archidiacre sur un document du 6 juin 1278. Il est également chanoine de Gniezno. 
En 1286, à Ląd, il est sacré évêque par Jakub Świnka. Il est très lié à Przemysl II et à Jakub Świnka. C’est sans doute à leur demande qu’il joue un rôle de médiateur dans le conflit qui oppose Henri IV le Juste à l’évêque de Wrocław Thomas II Zaremba. Il est un des auteurs du document par lequel Henri IV accorde des privilèges à l’évêché de Wrocław. Il autorise le maître des Templiers en Poméranie, Bernhard von Cunstein, à établir des colons de Rhénanie pour peupler la seigneurie de Tempelburg. Dès 1301, un diplôme cite la „civitas Tempelburgiensis“. 
En 1295, à Gniezno, il assiste au couronnement de Przemysl II. Après l’assassinat de celui-ci, il est un des signataires de l’accord du 10 mars 1296, par lequel Henri III de Głogów reçoit toute la région au sud de l’Obra, le reste de la Grande-Pologne revenant à Ladislas Ier le Bref.   
Jan Gerbicz est un brillant administrateur diocésain. Il achète quelques villages. Dans la cathédrale de Poznań, à la demande de Przemysl II, il fait ériger l’autel de la sainte Trinité et l’autel sainte Hedwige. Il fonde plusieurs paroisses. En 1297, en Mazovie, il obtient du duc de Czersk, Boleslas II de Mazovie, plusieurs propriétés pour son évêché ainsi que de larges privilèges d’immunité. Il fonde quelques villages ainsi que les villes de Słupca et de Śródka (qui sera phagocytée par Poznań). Il améliore également la perception de la dîme dans son diocèse. Il a offert à la cathédrale de Gniezno un codex, conservé jusqu’à nos jours, reprenant les décrets du pape Grégoire IX. 
En 1297, après sa mort, André Zaremba lui succède.